# Edificio 14 de Mayo
Das Edificio 14 de Mayo, auch als Edificio de renta de la Caja de Jubilaciones Bancarias bezeichnet, ist ein Bauwerk in der uruguayischen Landeshauptstadt Montevideo.
Das infolge eines 1945 zu seiner Errichtung durchgeführten Wettbewerbs und der aus dem Jahr 1947 stammenden Baugenehmigung erbaute Gebäude befindet sich im Barrio Centro an der Avenida Libertador Brig. Gral. Juan A. Lavalleja 1470-1496, Ecke Paraguay 1473-1497. Als Architekten des als Wohnappartement-, Geschäfts- und Bürohaus konzipierten Edificio 14 de Mayo zeichneten Beltrán Arbeleche und Miguel A. Canale verantwortlich. In einer Liste des Instituto de Historia de la Arquitectura (IHA) ist das Gebäude mit der Empfehlung des Schutzes als Bien de Interés Municipal versehen.